# Yassine El Fathaoui
Yassine El Fathaoui (Belfaa, 23 marzo 1982) è un maratoneta italiano, di origine marocchina.

## Biografia
È nato in Marocco. Ha ottenuto la cittadinanza italiana nel 2013.
Vive in provincia di Parma, dove lavora come operaio alla Fornovo Gas.
Ha iniziato a praticare l'atletica leggera a livello agonistico nel 2007, in età adulta.
Il 29 settembre 2019 si è classificato tredicesimo alla maratona di Berlino, dove ha realizzato il tempo di 2h11'08" al di sotto del tempo standard di qualificazione dei Giochi olimpici di Tokyo 2020 fissato a 2h11'30".
Il 23 febbraio 2020 alla maratona di Siviglia ha abbassato il suo personale a 2h10'10".

## Palmarès
| Anno | Manifestazione  | Sede  | Evento   | Risultato | Prestazione | Note                                     |
| ---- | --------------- | ----- | -------- | --------- | ----------- | ---------------------------------------- |
| 2021 | Giochi olimpici | Tokyo | Maratona | 47°       | 2h19'44     | Miglior prestazione personale stagionale |

## Campionati nazionali
2015
- 16º ai campionati italiani di maratonina - 1h06'11"
- 12º ai campionati italiani, 10000 m piani - 30'47"70

2016
- 20º ai campionati italiani, 10 km su strada - 30'34"

2017
- 9º ai campionati italiani, 10000 m piani - 30'09"99
- 16º ai campionati italiani, 10 km su strada - 30'10"

2023
- 4º ai campionati italiani di 10 km su strada - 28'58"

## Altre competizioni internazionali
2010
- 33º alla Mezza maratona di Lisbona ( Lisbona) - 1h10'41"

2015
- 19º alla BOclassic ( Bolzano) - 31'01"

2017
- 6º alla Maratona di Firenze ( Firenze) - 2h26"33

2018
- 12º alla Milano Marathon ( Milano) - 2h19'30"
- 12º alla Maratona di Amburgo ( Amburgo) - 2h18'39"

2019
- 13º alla Maratona di Berlino ( Berlino) - 2h11'08"
- 11º alla Maratona di Roma ( Roma) - 2h17'05"
- 5º alla Padova Marathon ( Padova) - 2h17'44"
- 9º alla Stramilano ( Milano) - 1h05'31"

2020
- 27º alla Maratona di Siviglia ( Siviglia) - 2h10'10"

2021
- 6º alla BOclassic ( Bolzano) - 29'35"

2022
- 13º alla Maratona di Parigi ( Parigi) - 2h10'22"
- 13º alla Roma-Ostia ( Roma) - 1h01'44"

2023
- 7º alla Roma-Ostia ( Roma) - 1h02'35"
- 10º al Giro podistico internazionale di Castelbuono ( Castelbuono) - 35'58"